# Jackie Moreland
Jack Wade Moreland, detto Jackie (Minden, 11 marzo 1938 – New Orleans, 19 dicembre 1971), è stato un cestista statunitense, professionista nella NBA e nella ABA.

## Carriera

### High school
Nel 1954, Moreland si trasferì dal liceo nella Harris Community of Claiborne Parish alla Minden High School di Minden nella Webster Parish nel nord-ovest della Louisiana. Ha giocato nel 1955 e nel 1956 per i Minden Crimson Tide sotto la guida di Coach Cleveland S. "Cleve" Strong (1923-2008). È stato il primo della sua scuola ad essere nominato "All American" nel basket. È stato premiato come "Most Valuable Player" dal Minden Junior Chamber International.
Alla Minden High School ha ottenuto una media del 60% dal campo, del 90% dalla lunetta e 21,3 punti e 26 rimbalzi a partita. Ha stabilito un record in Louisiana per aver realizzato 27 tiri liberi consecutivi di fila. A partire dal 2011, i 5.030 punti del liceo in carriera di Moreland erano ancora classificati come il quarto più alto totale per un giocatore di basket delle scuole superiori negli Stati Uniti. Il 2 aprile 1956, la Minden High School ritirò il numero 44 di Jackie Moreland, segnando la prima volta che il liceo conferiva questo onore a uno dei suoi ex atleti.
Moreland è stato inoltre nella squadra di baseball di Minden, dove ha portato la squadra a un record di 18-2 durante il suo anno da junior.

### College
Jackie Moreland era una delle reclute di basket più ricercate della nazione con Kentucky, Texas A&M, North Carolina State e Centenary College che volevano tutte le sue ottime doti da cestista.
Moreland è diventato un tre volte giocatore All-American mentre era alla Louisiana Tech University di Ruston sotto la guida dell'allenatore Cecil C. Crowley.
Egli è ancora oggi il quarto nella classifica per punti segnati al college con i suoi 1.419 punti nella storia della Louisiana Tech, nonostante abbia giocato solo per tre anni, invece dei consueti quattro anni per i Bulldogs. Ha completato tre anni e mezzo alla Louisiana Tech (dal 1958 al 1960), conseguendo il Bachelor of Science, laureandosi in ingegneria civile.

### NBA / ABA
Moreland è l'unico diplomato della Minden High School ad aver giocato finora nella National Basketball Association. Fu selezionato dai Detroit Pistons nel primo giro alla quarta scelta (dopo Oscar Robertson, Jerry West, e Darrall Imhoff) del Draft NBA 1960 rimanendoci fino al 1965. Dal 1967 al 1970 ha giocato per i New Orleans Buccaneers dell'ABA disputando le prime ABA Finals del 1968, perdendo contro i Pittsburgh Pipers di Connie Hawkins dopo 7 partite.
Nell'Agosto 1971 gli venne diagnosticato un cancro al pancreas che nel frattempo si era già diffuso in tutto il corpo.
Morì a soli 33 anni il 19 Dicembre 1971.

## Statistiche
| * | Primo nella lega |

### NCAA
| Anno      | Squadra       | PG | PT  | MP  | TC%  | 3P% | TL%  | RP   | AP  | PRP | SP  | PP   |
| --------- | ------------- | -- | --- | --- | ---- | --- | ---- | ---- | --- | --- | --- | ---- |
| 1957-1958 | L.T. Bulldogs | 25 | ... | ... | 42,4 | ... | 76,1 | 13,9 | ... | ... | ... | 24,1 |
| 1958-1959 | L.T. Bulldogs | 25 | ... | ... | 44,0 | ... | 77,1 | 18,7 | ... | ... | ... | 21,1 |
| 1959-1960 | L.T. Bulldogs | 20 | ... | ... | 39,1 | ... | 79,5 | 15,1 | ... | ... | ... | 18,1 |
| Carriera  | Carriera      | 70 | ... | ... | 42,8 | ... | 77,3 | 16,0 | ... | ... | ... | 21,3 |

### NBA

#### Regular season
| Anno         | Squadra         | PG  | PT  | MP   | TC%  | 3P% | TL%  | RP  | AP  | PRP | SP  | PP  |
| ------------ | --------------- | --- | --- | ---- | ---- | --- | ---- | --- | --- | --- | --- | --- |
| 1960-1961    | Detroit Pistons | 64  | ... | 15,7 | 40,0 | ... | 65,2 | 4,9 | 0,8 | ... | ... | 7,3 |
| 1961-1962    | Detroit Pistons | 74  | ... | 16,5 | 42,1 | ... | 74,7 | 5,8 | 1,0 | ... | ... | 7,4 |
| 1962-1963    | Detroit Pistons | 78  | ... | 19,4 | 43,6 | ... | 67,8 | 5,8 | 1,5 | ... | ... | 8,8 |
| 1963-1964    | Detroit Pistons | 78  | ... | 22,8 | 42,6 | ... | 78,1 | 5,2 | 1,6 | ... | ... | 9,1 |
| 1964-1965    | Detroit Pistons | 54  | ... | 13,6 | 34,8 | ... | 63,5 | 3,4 | 1,3 | ... | ... | 5,0 |
| Carriera NBA | Carriera NBA    | 348 | ... | 18,0 | 41,3 | ... | 70,9 | 5,1 | 1,2 | ... | ... | 7,7 |

#### Play-off
| Anno         | Squadra         | PG | PT  | MP   | TC%  | 3P% | TL%  | RP  | AP  | PRP | SP  | PP   |
| ------------ | --------------- | -- | --- | ---- | ---- | --- | ---- | --- | --- | --- | --- | ---- |
| 1961         | Detroit Pistons | 3  | ... | 15,0 | 45,2 | ... | 80,0 | 6,0 | 1,0 | ... | ... | 10,7 |
| 1962         | Detroit Pistons | 7  | ... | 13,7 | 51,5 | ... | 57,1 | 3,4 | 1,0 | ... | ... | 5,4  |
| 1963         | Detroit Pistons | 4  | ... | 20,5 | 50,0 | ... | 70,0 | 5,0 | 1,5 | ... | ... | 8,3  |
| Carriera NBA | Carriera NBA    | 14 | ... | 16,4 | 48,9 | ... | 69,0 | 3,6 | 1,2 | ... | ... | 8,1  |

#### Massimi in carriera NBA
Regular Season
- Massimo di punti: 26 (2 volte)
- Massimo di rimbalzi: 17 vs Cincinnati Royals (23 febbraio 1963)
- Massimo di assist: 8 vs Los Angeles Lakers (11 novembre 1963)

Playoff
- Massimo di punti: 17 vs Los Angeles Lakers (14 marzo 1961)
- Massimo di rimbalzi: 9 vs Los Angeles Lakers (14 marzo 1961)
- Massimo di assist: 3 vs St. Louis Hawks (20 marzo 1963)

### ABA

#### Regular season
| Anno         | Squadra         | PG  | PT  | MP   | TC%  | 3P%  | TL%  | RP  | AP  | PRP | SP  | PP   |
| ------------ | --------------- | --- | --- | ---- | ---- | ---- | ---- | --- | --- | --- | --- | ---- |
| 1967-1968    | N.O. Buccaneers | 76  | ... | 30,7 | 43,7 | 50,0 | 73,0 | 8,1 | 1,8 | ... | ... | 14,6 |
| 1968-1969    | N.O. Buccaneers | 78  | ... | 34,8 | 42,2 | 25,0 | 70,6 | 8,1 | 2,7 | ... | ... | 14,9 |
| 1969-1970    | N.O. Buccaneers | 80  | ... | 29,0 | 41,4 | 25,0 | 79,0 | 4,8 | 2,0 | ... | ... | 9,7  |
| Carriera ABA | Carriera ABA    | 234 | ... | 31,5 | 42,5 | 30,0 | 73,4 | 7,0 | 2,2 | ... | ... | 13,0 |

#### Play-off
| Anno         | Squadra         | PG  | PT  | MP   | TC%  | 3P% | TL%  | RP  | AP  | PRP | SP  | PP   |
| ------------ | --------------- | --- | --- | ---- | ---- | --- | ---- | --- | --- | --- | --- | ---- |
| 1968         | N.O. Buccaneers | 17* | ... | 28,6 | 43,5 | 0,0 | 67,8 | 6,7 | 2,5 | ... | ... | 12,2 |
| 1969         | N.O. Buccaneers | 11  | ... | 31,1 | 39,6 | 0,0 | 63,6 | 7,2 | 2,5 | ... | ... | 12,6 |
| Carriera ABA | Carriera ABA    | 28  | ... | 29,6 | 41,8 | 0,0 | 66,3 | 6,9 | 2,5 | ... | ... | 12,4 |

#### Massimi in carriera ABA
Regular Season
- Massimo di punti: 42 vs Kentucky Colonels (19 novembre 1968)
- Massimo di rimbalzi: 17 vs Indiana Pacers (7 gennaio 1969)
- Massimo di assist: 7 vs Indiana Pacers (21 novembre 1968)

Playoff
- Massimo di punti: 24 vs Dallas Chaparrals (12 aprile 1969)
- Massimo di rimbalzi: 16 vs Dallas Chaparrals (5 aprile 1968)
- Massimo di assist: 5 vs Oakland Oaks (23 aprile 1969)

## Riconoscimenti
- La maglia n.44 è stata ritirata dai Louisiana Tech Bulldogs